# Richard Caswell Gatlin

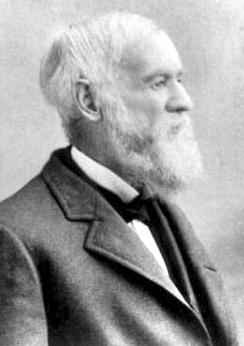
Richard Caswell Gatlin

Richard Caswell Gatlin (* 18. Januar 1809 im Lenoir County, North Carolina; † 8. September 1896 am Mount Nebo, Arkansas) war ein Offizier des US-Heeres und Brigadegeneral der Konföderierten Staaten von Amerika im Sezessionskrieg.

## Leben
Gatlin wurde 1809 als Sohn von John S. und Susannah Gatlin, geb. Caswell, Tochter von Richard Caswell, dem ersten Gouverneur (1776–1780) des unabhängigen North Carolina, geboren. Sein Onkel war William Caswell, ein General im Amerikanischen Unabhängigkeitskrieg. Nach seiner normalen Schulzeit besuchte er die Militärakademie in West Point, New York, die er 1832 als 35. seines Jahrgangs erfolgreich abschloss. Anschließend diente er als Offizier in den Seminolenkriegen, im Mexikanisch-Amerikanischen Krieg 1846–1848, anschließend im Westen Nordamerikas und schließlich als Major im 5. US-Infanterie-Regiment ab Februar 1861 in Arkansas.
Bei Ausbruch des Bürgerkriegs quittierte er seinen Dienst im US-Heer und wechselte zum konföderierten Heer, wo er bis 1862 bei der Verteidigung des Küstengebiets von North Carolina eingesetzt wurde und in dieser Zeit auch, befördert zum Brigadegeneral, das Kommando übertragen bekam. Nach dem Verlust von Fort Hatteras und der Einnahme von New Berne durch die Unionstruppen verließ er im September 1862 den aktiven Dienst und wurde Adjutant und Generalinspekteur der Regierung North Carolina.
Nach dem Krieg ging Gatlin zurück nach Arkansas und wurde Farmer im Sebastian County. Er  heiratete Mary A. Gibson, mit der er eine Tochter hatte. 1881 zog er nach Fort Smith, Arkansas der Bezirkshauptstadt des County.